# King Princess
King Princess, pseudonimo di Mikaela Mullaney Straus (Brooklyn, 19 dicembre 1998), è una cantautrice statunitense.

## Biografia
Straus, da parte di madre, è di origini irlandesi, italiane e polacche, mentre da parte di padre ha origini ebree tedesche. I suoi trisnonni paterni erano Isidor e Ida Straus, deceduti nel naufragio del Titanic. Ha trascorso gran parte della sua infanzia seguendo il padre, un produttore musicale, al lavoro nel suo studio di registrazione, Mission Sound, dove ha imparato a suonare diversi strumenti, tra cui il basso, la chitarra, il pianoforte e la batteria, nonché tecniche di produzione musicale e altri approfondimenti sull'industria musicale. Dopo il liceo si è trasferita a Los Angeles per studiare alla USC Thornton School of Music; tuttavia, dopo solo un anno, ha abbandonato l'università a favore della sua carriera musicale.
Un'etichetta discografica aveva già offerto un contratto a Straus all'età di 11 anni, ma lei lo rifiutò. Nel febbraio 2018 King Princess ha pubblicato il suo singolo di debutto 1950, un omaggio al romanzo del 1952 The Price of Salt di Patricia Highsmith e alla comunità LGBT. La canzone ha raggiunto un vasto pubblico quando il cantante britannico Harry Styles ha twittato una frase del testo. È entrata nelle classifiche di diversi paesi ed è stata certificata platino negli Stati Uniti, argento nel Regno Unito e doppio disco di platino in Australia. Il secondo singolo, Talia, è stato reso disponibile nell'aprile successivo; è stato certificato disco d'oro in Australia. Il 15 giugno è stata la volta del suo primo EP, Make My Bed.
Nel 2019 si è esibita ai festival musicali del Lollapalooza e Coachella. Il primo album in studio, intitolato Cheap Queen, è stato pubblicato il 25 ottobre 2019.  Ha esordito in 41ª posizione nella classifica australiana dedicata agli album. Nel novembre 2019 è stato annunciato che King Princess avrebbe aperto la leg europea del tour di Harry Styles, Love On Tour. Il 23 novembre 2019 si è esibita per la prima volta al Saturday Night Live. Ha pubblicato un'edizione deluxe di Cheap Queen il 14 febbraio 2020, contenente cinque tracce inedite, tra cui Ohio.
Nel corso del 2022 ha aperto vari concerti per artisti quali Florence and the Machine,  Kacey Musgraves, Shawn Mendes e Red Hot Chili Peppers, oltre a portare avanti un tour nordamericano da headliner. Sempre nel 2022 ha pubblicato il suo secondo album in studio Hold on Baby.

## Vita privata
Dopo aver avuto una relazione nel corso del 2019 con l'attrice Amandla Stenberg, dall'inizio del 2020 frequenta la direttrice creativa della cantante Lizzo, Quinn Whitney Wilson.

## Discografia

### Album in studio
- 2019 – Cheap Queen
- 2022 - Hold On Baby

### EP
- 2018 - Make My Bed

### Singoli

#### Come artista principale
- 2018 – 1950
- 2018 – Talia
- 2018 – Pussy is God
- 2019 – I Know (feat. Fiona Apple)
- 2019 – Cheap Queen
- 2019 – Prophet
- 2019 – Ain't Together
- 2019 – Happy Together (con Mark Ronson)
- 2019 – Hit the Back
- 2020 – Ohio

#### Come artista ospite
- 2019 – Pieces of Us (con Mark Ronson)